# Гайтхайн
Га́йтхайн (нем. Geithain) — город в Германии, в земле Саксония. Подчинён административному округу Лейпциг. Входит в состав района Лейпциг. Население составляет 6858 человек (на 31 декабря 2019 года). Занимает площадь 54,71 км². Официальный код — 14 3 79 230.
Город подразделяется на 10 городских районов.

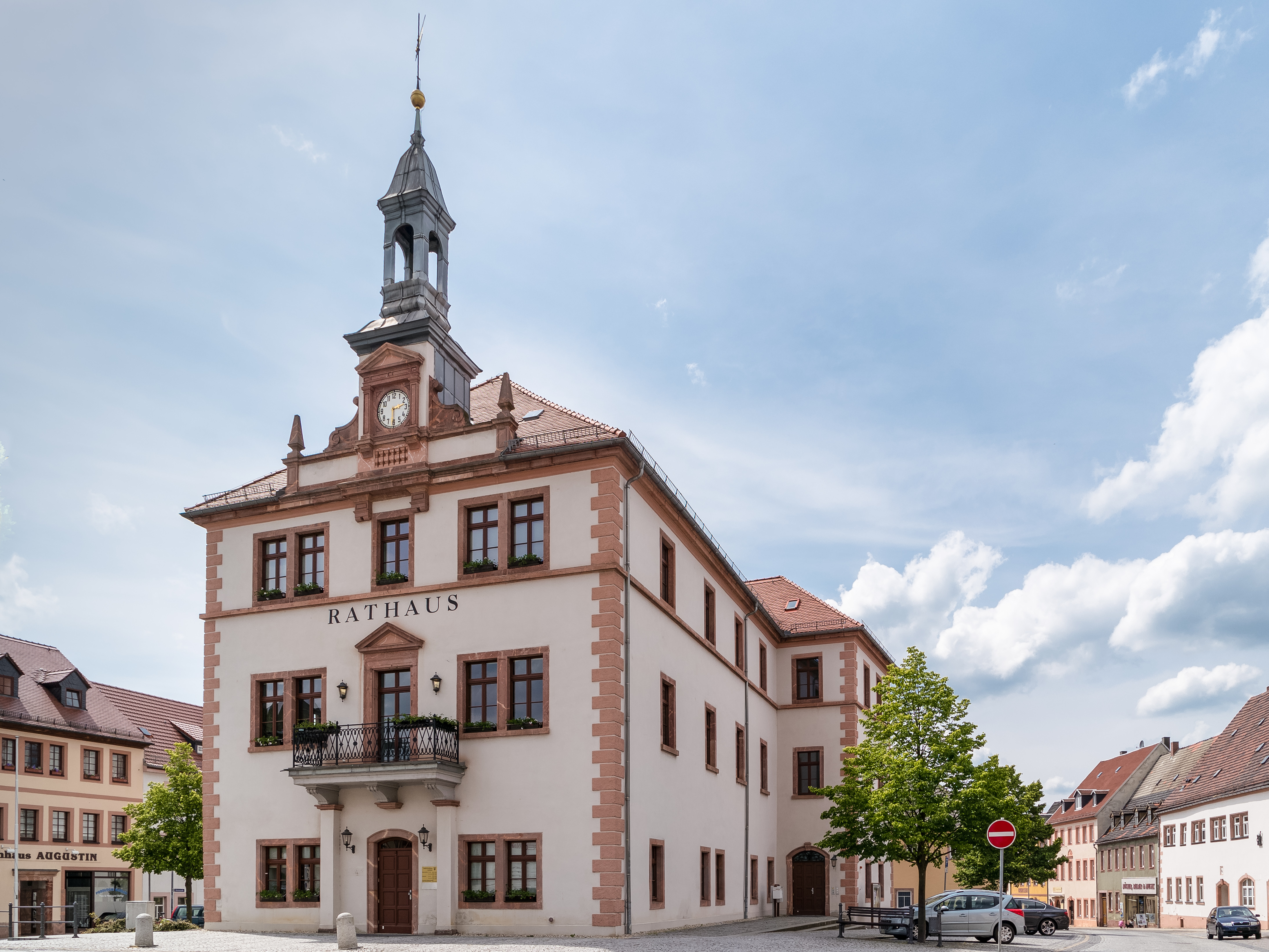
Здание ратуши
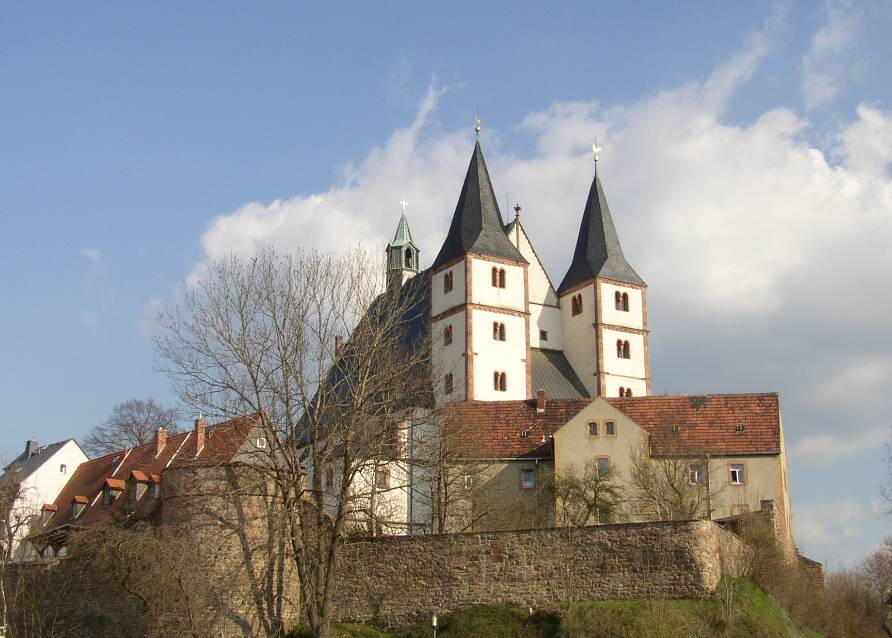
Городская церковь св. Николая
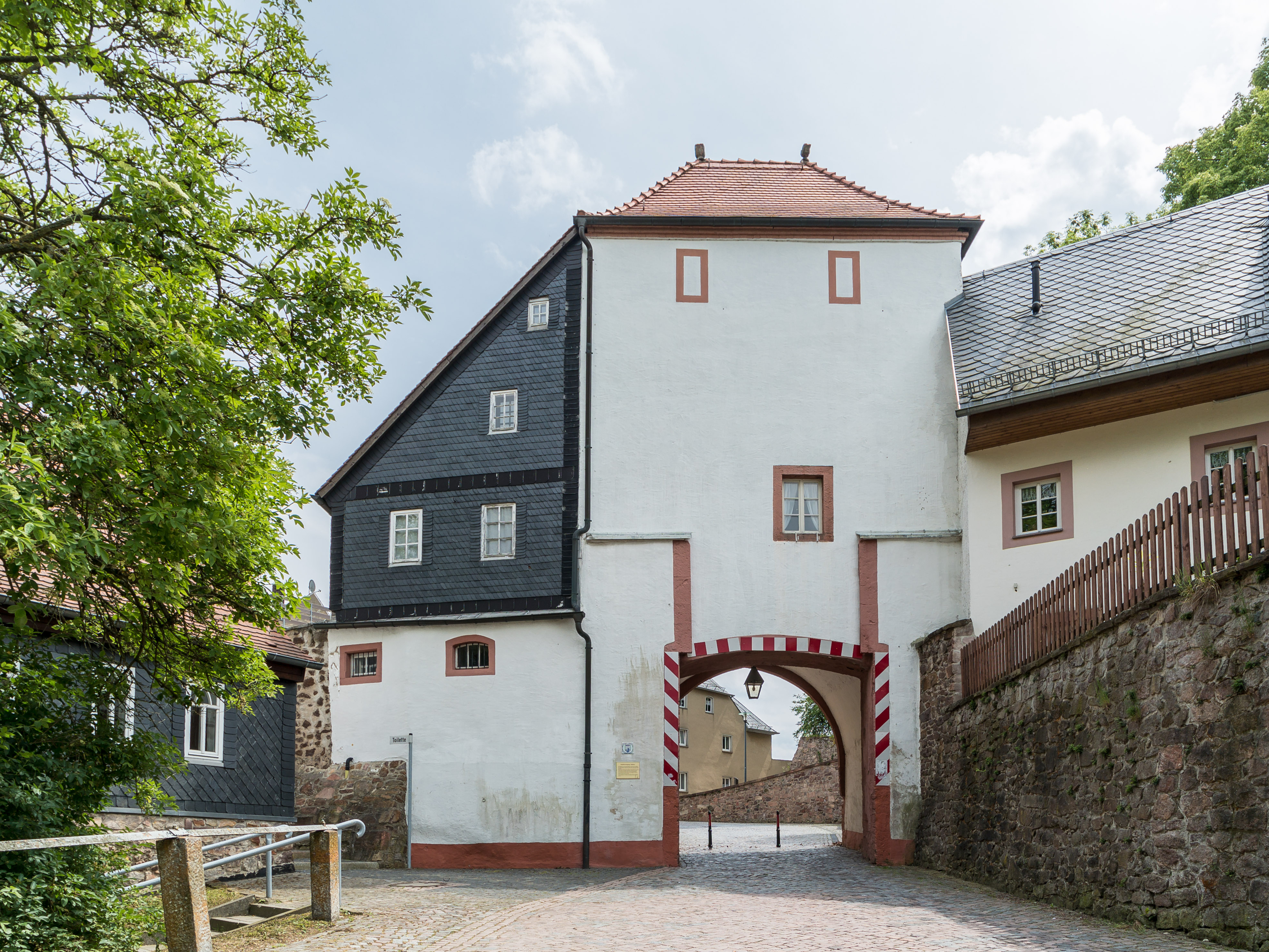
Нижние ворота
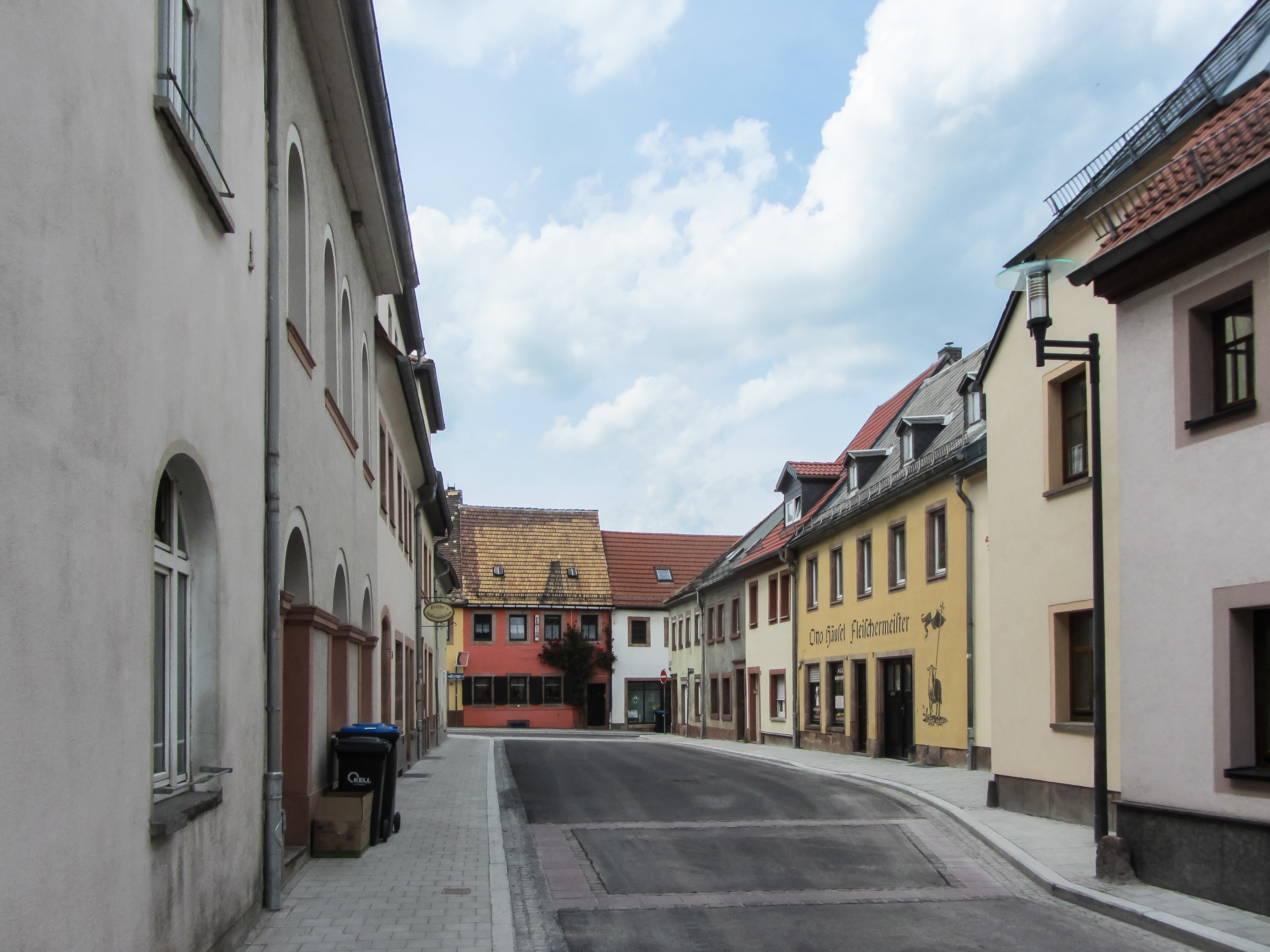
Типичная жилая застройка в старой части Гайтхайна
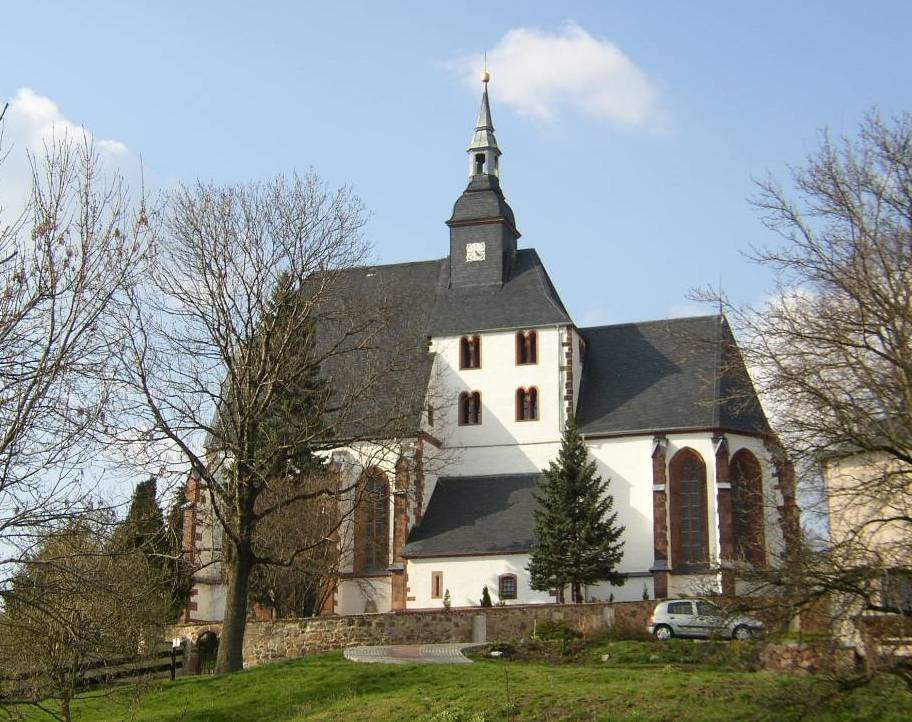
Церковь Девы Марии в Викертсхайне